# میلیچیوس (دهانه)
میلیچیوس یک دهانه برخوردی در ماه‌ است.

## دهانه‌های اقماری
این دهانه ۵ دهانه اقماری دارد.
| Milichius | عرض جغرافیایی | طول جغرافیایی | قطر         |
| --------- | ------------- | ------------- | ----------- |
| A         | ۹.۳° N        | ۳۲.۰° W       | ۹.۰ کیلومتر |
| C         | ۱۱.۲° N       | ۲۹.۴° W       | ۳.۰ کیلومتر |
| K         | ۸.۵° N        | ۳۰.۳° W       | ۴.۰ کیلومتر |
| E         | ۱۰.۷° N       | ۲۸.۱° W       | ۳.۰ کیلومتر |
| D         | ۸.۰° N        | ۲۸.۲° W       | ۴.۰ کیلومتر |